# Escola de Teixits de Canet de Mar
L'Escola de Teixits de Punt va ser fundada l'any 1922 per la Mancomunitat de Catalunya per tal de formar a tècnics, industrials i obrers d'aquest sector. Va ser inaugurat el 1922 per Josep Puig i Cadafalch, president de la Mancomunitat.
El conjunt està format per dos edificis: el de l'escola, fruit d'una reforma realitzada el 1933 per Joan Rubió i Bellver sobre un edifici anterior, i l'antiga nau industrial de la fàbrica Floris-Busquets, edifici noucentista de l'any 1915, obra de Pere Domènech i Roura.
El 2008 va ser transformat en Centre de Referència i Transferència de Tecnologia Tèxtil (CRTTT – Escola de Teixits).